# Mount Carmel, Pennsylvania
Mount Carmel är en ort i Northumberland County i delstaten Pennsylvania, USA.